# Swarkestone
Swarkestone – wieś w Anglii, w hrabstwie Derbyshire, w dystrykcie South Derbyshire. Leży 8 km na południe od miasta Derby i 175 km na północny zachód od Londynu.